# Layer 2 Tunneling Protocol
Em rede de computadores, Layer 2 Tunnelling Protocol (L2TP), em português Protocolo de Tunelamento de Camada 2, é um protocolo de tunelamento usado para suportar redes virtuais privadas (VPNs) ou como parte da entrega de serviços pelos provedores de serviços de internet (ISPs). Ele não fornece qualquer encriptação ou confidencialidade por si mesmo, em vez disso, ele conta com um protocolo de encriptação que passa dentro do túnel para fornecer privacidade.

## História
Publicado em 1999 quando foi proposto o padrão RFC 2661, o L2TP tem sua origem primeiramente em dois protocolos de tunelamento antigos para comunicação ponto a ponto: Layer 2 Forwarding Protocol (L2F) da Cisco e o Point-to-Point Tunnelling Protocol (PPTP) da Microsoft. Uma nova versão deste protocolo, o L2TPv3 surgiu quando foi proposto o padrão RFC 3931 em 2005. O L2TPv3 fornece recursos de segurança adicionais, encapsulamento melhorado e a capacidade de conduzir outros enlaces de dados além do Protocolo Ponto a Ponto (PPP) sobre uma rede IP (por exemplo: Frame Relay, Ethernet, ATM, etc.).